# Michelle Obama
Michelle Obama (teljes nevén: Michelle LaVaughn Robinson Obama, Chicago, Illinois, 1964. január 17. –) amerikai ügyvéd. Barack Obama volt amerikai elnök felesége, így az Egyesült Államok 44. és egyben első afroamerikai first ladyje volt 2009 és 2017 között.

## Élete

### Családja és tanulmányai
Chicago déli részén született Frasier Robinson és Marian Robinson gyermekeként. Apja a városi víztisztító vállalat munkatársa volt, édesanyja pedig háztartásbeli. A Princetoni Egyetemen tanult szociológia és afrikai-amerikai tanulmányok szakon. A diplomák 1985-ös megszerzése után a Harvard Law Schoolon folytatta tanulmányait, ahol 1988-ban jogi végzettséget is szerzett.

### Jogi és oktatási karrierje
Tanulmányai után, visszatért Chicagóba és a Sidley & Austin ügyvédi irodában kezdett dolgozni, a szellemi alkotások jogára specializálódott junior munkatársként. 1989-ben a cégnél ismerkedett meg későbbi férjével Barack Obamával, aki 1989-ben ott dolgozott nyári gyakornokként. 1991-ben Richard M. Daley, chicagói polgármester asszisztense lett. 1992-ben összeházasodott Obamával. 1992 és 1993 között vezetőhelyettese volt a Chicago várostervezéséért felelős Chicagói Tervezési és Fejlesztési részlegnek. 1993-ban megalapította a Public Allies civilszervezet chicagói szervezetét, amit 1996-ig vezetett.
1996-ban a Chicagói Egyetem egyik közösségszervezési területen dolgozó társdékánja lett. 1998-ban megszületett első lánya, Malia Obama, 2001-ben pedig második lánya, Natasha Obama. 2002-ben az egyetem külkapcsolatokért és közösségszervezésért felelős ügyvezető igazgatója, 2005-ben pedig ugyanezért a területért felelős alelnöke lett.

### Kampány
Barack Obamát 1996-ban beválasztották Illinois állam szenátusába, 2004-ben pedig az Amerikai Egyesült Államok Szenátusába. Ebben az évben Obama országos ismertségre tett szert az elnökválasztáshoz kapcsolódó Demokrata Nemzeti Konvenció záróestéjén elmondott beszédével. 2008-ban Barack Obama bejelentette, hogy elindul az elnökválasztás demokrata jelöltségéért. Ekkor Michelle Obama lemondott az egyetemen betöltött pozíciójáról, hogy teljes egészében férje kampányának és lányaik nevelésének szentelhesse magát. A kampányában aktív szerepet vállalt. Barack Obamát 2008. november 4-én az USA 44. elnökévé választották, ezzel Michelle Obama lett az Egyesült Államok első afroamerikai first ladyje.

### First lady
Michelle Obama first ladyként számos társadalmi ügy szószólójává vált. Ilyen volt az egészséges táplálkozás melletti, az egyre gyakoribb gyermekkori elhízás elleni kampány, vagy a katonai veteránok családjainak támogatása.

### Család
Barack Obamával két lányuk született, Malia Ann Obama (1998) és Natasha (Sasha) Obama (2001).

## Magyarul megjelent művei
- Így lettem; ford. Weisz Böbe, Andó Éva; HVG Könyvek, Budapest, 2018
- Így lettem. Ifjúsági változat; ford. Weisz Böbe, Andó Éva; HVG Könyvek, Budapest, 2021
- Belső fényünk. Mi visz tovább a bizonytalan időkben?; ford. Darnyik Judit, Pétersz Tamás, Kenyeres Anna; HVG Könyvek, Bp., 2022